# Sannakji
Sannakji of sannakji hoe is een variatie van wat in de Koreaanse keuken wordt aangeduid als hoe. Het bestaat uit verse, nog levende, octopus (nakji genoemd) die in kleine stukjes is gehakt en meteen wordt geserveerd. Meestal worden de stukjes octopus licht besprenkeld met sesamzaadjes en sesamolie. De stukjes octopus maken nog stuiptrekkende bewegingen wanneer het gerecht geserveerd wordt. Soms worden de levende octopussen ook in zijn geheel geserveerd en verorberd.
Het gerecht kan gegeten worden als aperitiefhapje (Anju genoemd), maar ook met rijst. In het laatste geval worden de sannakji vaak gewikkeld in een bladgroente met rijst en ssamjang.

## Bezwaren
De zuignapjes op de tentakels van de octopus zijn nog actief wanneer het gerecht wordt gegeten. Bij het eten van grotere octopus dient men dus op te letten dat deze niet blijven steken in het strottenhoofd wat verstikking tot gevolg kan hebben. Het is de kunst de armen om de eetstokjes te wikkelen zodat ze in elkaar verstrengeld raken en het dier niet de kans krijgt zich in het strottenhoofd vast te zetten.
Naast het verstikkingsgevaar bestaan ook ethische bezwaren tegen het eten van de levende dieren. Octopussen zouden pijn kunnen ervaren van het afsnijden van hun armen en het levend in het maag-darmkanaal worden verteerd. Europese richtlijn 2010/63/EU gebiedt dat octopussen omdat ze pijn, stress en ongemak kunnen ervaren, indien gebruikt voor wetenschappelijk onderzoek, op humane wijze moeten worden afgemaakt.